# Saint-Pierre-de-Côle
Saint-Pierre-de-Côle é uma comuna francesa na região administrativa da Nova Aquitânia, no departamento Dordonha. Estende-se por uma área de 20,17 km². Em 2010 a comuna tinha 427 habitantes (densidade: 21,2 hab./km²).